# Reiner Zimnik
Reiner Zimnik (Reinhard Karl Zimnik) es un escritor, pintor e ilustrador alemán. Nació en la ciudad polaca de Bytom (Alta Silesia).

## Biografía
Durante la Segunda Guerra Mundial su familia y él se trasladaron a Alemania. De joven aprendió el oficio de ebanista, pero después estudió pintura en la Academia de Bellas Artes de Múnich.
Ha realizado exposiciones de pintura y grabado en Suiza y Alemania.
La mayor parte de su producción literaria entra dentro del ámbito de la literatura infantil, e ilustra el mismo todas sus obras.
Escribe algunas obras para la televisión alemana.
Ha recibido algunos premios tanto por su labor de escritor como de ilustrador.

## Obras
- 1954: Der Bär und die Leute
- 1954: Jonas el pescador - (Jonas der Angler)
- 1954: Xaver der Ringelstecher und das gelbe Roß
- 1954: La grúa - (Der Kran)
- 1956: Der stolze Schimmel
- 1958: Der Regen-Otto
- 1958: Los Tambores - (Die Trommler für eine bessere Zeit)
- 1960: Die Geschichte vom Käuzchen
- 1960: Der kleine Brülltiger
- 1962: Der Bär auf dem Motorrad
- 1962: Geschichten vom Lektro
- 1964: Lektro und die Feuerwehr
- 1964: Neue Geschichten vom Lektro
- 1965: Lektro und der Eiskönig
- 1967: Die Ballade von Augustus und den Lokomotiven
- 1969: Der kleine Millionär
- 1971: Professor Daniel J. Koopermans' Entdeckung und Erforschung des Schneemenschen
- 1972: Bills Ballonfahrt
- 1975: Sebstian Gsangl
- 1975: Winterzeichnungen
- 1980: Das große Reiner-Zimnik-Geschichtenbuch
- 1990: Baumlegenden

## Libros ilustrados
- 1954: Hilde Landbeck: Wo ist Dina?
- 1956: Kurt Wilhelm: Alle sagen Dickerchen
- 1956: Albert Drexler: Fischen Sie auch?
- 1958: Jürgen Dahl: 99 Limericks
- 1958: Ursula von Kardorff: Feste feiern wie sie fallen
- 1961: Beatrice Schenk de Regniers: Pasteten im Schnee
- 1961: Jennika Ulrici: Das ist Zubunt
- 1961: Karl Wittlinger: Kennen Sie die Milchstraße?
- 1967: Wolfdietrich Schnurre: Eine schöne Bescherung
- 1971: Walter Henkels: Jagd ist Jagd & Schnaps ist Schnaps
- 1976: Walter Henkels: Wer einen Treiber erschießt, muß die Witwe heiraten
- 1982: Erwin Tochtermann: Oiß wos Recht is!
- 1995: Joachim Hackethal: Die Kehrseite der Medaille
- 2000: Gerhard Polt: Menschenfresser und andere Delikatessen